# Rejon pribajkalski

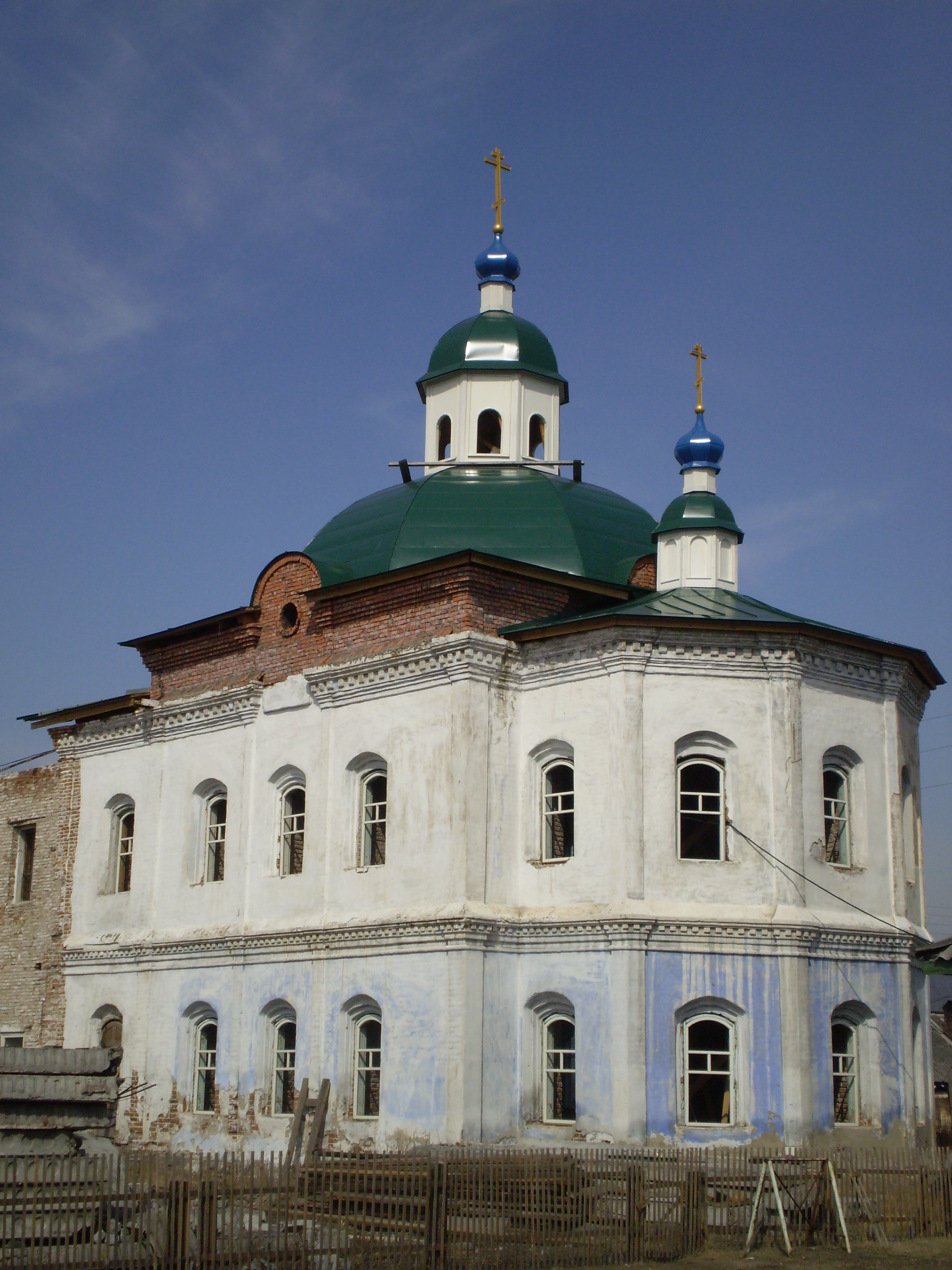
Cerkiew w Iljince z XIX wieku

Rejon pribajkalski (ros. Прибайкальский район; bur. Байгал шадар аймаг) – rejon w azjatyckiej części Rosji, wchodzący w skład Republiki Buriacji. Stolicą rejonu jest Turuntajewo. Rejon został utworzony 12 grudnia 1940 roku.

## Położenie
Rejon zajmuje powierzchnię 15 472 km ². Położony jest w centralnej części Republiki Buriacji w obszarze Przybajkala. W administracyjnych granicach rejonu znajduje się środkowa część jeziora Bajkał. Przez rejon przepływa rzeka Selenga.

## Ludność
Rejon zamieszkany jest przez 29 114 osób (2006 r.). Struktura narodowościowa rejonu przedstawia się następująco:
- Rosjanie – 94,6%
- Buriaci – 2,8%
- Tatarzy – 0,4%
- Ukraińcy – 0,7%
- Białorusini – 0,2%
- Ormianie – 0,2%
- Azerowie – 0,1%
- Niemcy – 0,1%
- pozostali – 0,9%

Średnia gęstość zaludnienia w rejonie wynosi 1,88 os./km².

## Podział administracyjny
Rejon podzielony jest na 10 osiedli wiejskich.

### Osiedla typu wiejskiego
| Nazwa osiedla wiejskiego                           | Ośrodki administracyjne    |
| -------------------------------------------------- | -------------------------- |
| Turka (Турка сельское поселение)                   | Turka (Турка)              |
| Griemjaczinskoje (Гремячинское сельское поселение) | Griemjaczinsk (Гремячинск) |
| Niestrowskoje (Нестеровское сельское поселение)    | Niestierowo (Нестерово)    |
| Zyrjanskoje (Зырянское сельское поселение)         | Zyrjanskoje (Зырянское)    |
| Turuntajewskoje (Турунтаевское сельское поселение) | Turuntajewo (Турунтаево)   |
| Itancinskoje (Итанцинское сельское поселение)      | Itanca (Итанца)            |
| Tataurowskoje (Татауровское сельское поселение)    | Tataurowo (Татаурово)      |
| Ilinka (Ильинка сельское поселение)                | Ilinka (Ильинка)           |
| Tałowskoje (Таловское сельское поселение)          | Tałowka (Таловка)          |
| Mostowskoje (Мостовское сельское поселение)        | Mostowka (Мостовка)        |